# Іщенко Олександр Олексійович
Олександр Олексійович Іщенко (3 вересня 1953, Кременчук, Полтавська область, Українська РСР, СРСР) — український футболіст, захисник, тренер.
Заслужений тренер України (1998). Заслужений працівник фізичної культури і спорту України (2007).

## Спортивна біографія
Вихованець СДЮШОР «Металург» (Запоріжжя).
- «Металург» Запоріжжя — (1970–1971)
- СКА (Одеса) — (1971–1973)
- Зірка (Кіровоград) — (1973–1975)
- Автомобіліст (Житомир) — (1976–1980)

Вища освіта — Центральноукраїнський державний педагогічний університет.
Тренерську ліцензію отримав у 1999 році.
У вищому українському дивізіоні як тренер провів 205 матчів.

## Досягнення гравця
- Володар Кубка Української РСР у складі «Зірки» (Кіровоград) — 1973 і 1975

## Тренерська кар'єра
- Головний тренер молодіжної збірної України — 1996—1997
- Молодіжна збірна України (входив до тренерського штабу) — 2004—2006
- Очолював комітет збірних Федерації футболу України і входив до тренерського штабу молодіжної збірної України — 2004—2006
- ДЮФШ «Динамо» (Київ) — старший тренер — з 2011 донині.

## Досягнення тренера
Клубні:
- Півфіналіст Кубка України — «Зірка» (Кіровоград)

Молодіжна збірна України:
- Віце-чемпіон Європи серед молодіжних команд: 2006